# Biziat
Biziat är en kommun i departementet Ain i regionen Auvergne-Rhône-Alpes i östra Frankrike. Kommunen ligger  i kantonen Châtillon-sur-Chalaronne som ligger i arrondissementet Bourg-en-Bresse. Kommunens areal är 11,39 km². År 2022 hade Biziat 897 invånare.

## Befolkningsutveckling
Antalet invånare i kommunen Biziat
Referens: INSEE